# Franz Schneeweiss
Franz Sales Maximilian Ignatz Alois Schneeweiss (* 29. Januar 1831 in Eisenerz (Steiermark); † Mai 1888 in New Brunswick, New Jersey) war ein österreichisch-amerikanischer Geistlicher, Organist, Chorleiter und Komponist.

## Leben
Franz Schneeweiss war der ältere Bruder der Sängerin Amalie Joachim, geb. Schneeweiss. Er kam 1848 nach Wien und kämpfte dort während der Revolution 1848/49 auf ungarischer Seite gegen Österreich. 1849 wurde er Kadett im k. k. Infanterieregiment „Graf von Beck-Rzikowsky“ Nr. 47, das in Italien stationiert war. Von dort desertierte er im September 1850 und schiffte sich auf der USS Lexington ein, mit der er am 12. Januar 1851 New York erreichte.
Von 1852 bis 1855 studierte er Theologie am Rutgers College in New Brunswick. Anschließend wurde er Pastor an der Dritten Reformierten Kirche des Ortes und heiratete am 24. Oktober 1855 Mary Parsell, mit der er mehrere Kinder hatte.
1858 übersiedelte er nach New York und gründete dort im selben Jahr eine „Gesellschaft zur Beförderung deutscher Wissenschaften“. Daneben arbeitete er in Brooklyn als Stadtmissionar für die dortige deutsche Bevölkerung.
1860 gab er seine seelsorgerische Tätigkeit auf und kehrte nach New Brunswick zurück, wo er noch im selben Jahr den Musikverein „Septemvirs“ gründete. Darüber hinaus war er in der Stadt als Musiklehrer, Organist und Chorleiter tätig und veranstaltete Konzerte, bei denen er auch eigene Werke aufführte.
Im Sommer 1872 besuchte er in Berlin seine Schwester, die viele Jahre geglaubt hatte, er sei 1848/49 ums Leben gekommen. Anschließend unternahm er eine Reise durch Großbritannien, die Niederlande und die Schweiz. 1881 kam er erneut nach Berlin und unterstützte seine Schwester bei der Scheidung von dem Geiger Joseph Joachim.
Franz Schneeweiss setzte sich in New Brunswick für die Verbreitung der deutsch-österreichischen Kultur ein und hat insbesondere das Musikleben der Stadt nachhaltig geprägt.

## Nachlass
Sein Nachlass befindet sich in der Bibliothek der Rutgers University. Er umfasst ein 1849 bis 1855 geführtes Tagebuch sowie zahlreiche Briefe, die er 1854 bis 1888 erhielt, speziell von seiner Schwester und seiner Mutter.